# Schlewecke
Schlewecke è una frazione (Ortschaft) della città di Bockenem, nel land della Bassa Sassonia, in Germania.

## Storia
Già comune autonomo nel circondario di Gandersheim, fu soppresso e incorporato a Bockenem il 1º marzo 1974.
| Controllo di autorità | VIAF (EN) 144456193 · LCCN (EN) n2004155598 · GND (DE) 4673185-4 · J9U (EN, HE) 987007480274505171 |